# Sterculia duckei
Sterculia duckei är en malvaväxtart som beskrevs av E.L.Taylor, J.A.C.Silva och M.F.Silva. Sterculia duckei ingår i släktet Sterculia och familjen malvaväxter. Inga underarter finns listade i Catalogue of Life.